# Locomotiva FAL IV
Le locomotive gruppo IV della Ferrovia Lucca-Aulla (FAL) erano locomotive a vapore di rodiggio D, progettate per la trazione di treni merci.

## Storia
Le locomotive del gruppo IV furono costruite in 2 unità dalla Borsig di Berlino nel 1911; portavano i nomi di battesimo "Lucca" e "Massa".
In seguito al riscatto della FAL da parte delle Ferrovie dello Stato (1915) vennero classificate nel gruppo 894, con numeri 89401 e 89402 (dal 1919 894.001 e 002). Vennero alienate dal parco FS nel 1937 e cedute con ogni probabilità a società private per l'esercizio su raccordi ferroviari.
Un esemplare era ancora in servizio all'inizio degli anni sessanta presso le acciaierie Falck di Sesto San Giovanni.